# Acanthodelta atrimacula
Acanthodelta atrimacula är en fjärilsart som beskrevs av M.Gaede 1917. Acanthodelta atrimacula ingår i släktet Acanthodelta och familjen nattflyn. Inga underarter finns listade i Catalogue of Life.